# مارينا أوفسيانيكوفا
مارينا أوفسيانيكوفا (مواليد 1978) هي صحفية روسية عملت في القناة الأولى الروسية. عملت في نشرة الأخبار المسائية الروسية على القناة الأولى منذ بداية العقد الأول من القرن الحادي والعشرين، فيما بعد وصفت دورها بأنه «إنتاج دعاية للكرملين».
في عام 2022، قاطعت نشرة فريمايا احتجاجًا على الغزو الروسي لأوكرانيا، والتي تصدرت عناوين الأخبار الدولية. تم القبض عليها، دون السماح لها بمقابلة محاميها، وتن تغريمها 30 ألف روبل، ثم أطلق سراحها.